# Vaihingen an der Enz
Vaihingen an der Enz [ˈfaɪ̯ɪŋən] ist eine Stadt in Baden-Württemberg, etwa 24 Kilometer nordwestlich von Stuttgart und 20 Kilometer östlich von Pforzheim, an der Enz gelegen. Sie gehört zur Region Stuttgart und zur europäischen Metropolregion Stuttgart. Die Stadt bildet ein Mittelzentrum für die umliegenden Gemeinden. Seit dem 1. Januar 1973 ist Vaihingen an der Enz Große Kreisstadt.

## Geographie

### Geographische Lage
Vaihingen liegt in 200 bis 450 Metern Höhe am Ende des Strohgäus, am Westrand des Neckarbeckens in einer Talweitung der Enz. Die Innenstadt liegt auf der Ostseite des Flusses und wird vom Schloss Kaltenstein überragt.
Das Stadtgebiet besteht aus 600 ha bebauter Fläche, 1592 ha Wald, 329 ha Rebfläche und 4116 ha landwirtschaftlich genutzter Fläche. Die Stadt Vaihingen bezeichnet sich selbst als „Stadt zwischen Wiesen, Wald und Reben“. In der „Internationalen Stadt der Rebe und des Weins“ wird von jeher Weinbau betrieben und die Weinkultur gepflegt.

### Nachbargemeinden
Vaihingen grenzt im Norden an Sachsenheim, im Osten an Sersheim, Oberriexingen und Markgröningen, im Süden an Eberdingen. Diese Städte und Gemeinden gehören wie Vaihingen zum Landkreis Ludwigsburg. Im Westen grenzt Vaihingen an die zum Enzkreis gehörende Stadt Mühlacker und die Gemeinde Illingen sowie in einem schmalen Streifen im äußersten Nordwesten an Sternenfels.

### Stadtgliederung
Vaihingen an der Enz besteht aus den neun Stadtteilen (Einwohnerzahlen Stand Juni 2022 in Klammern) Aurich (1732), Ensingen (2550), Enzweihingen (3946), Gündelbach (1164), Horrheim (2678), Kleinglattbach (4566), Riet (957), Roßwag (1277) und Vaihingen an der Enz (10.826 Kernstadt). Die räumlichen Grenzen der Stadtteile sind identisch mit denen der früher selbstständigen Gemeinden gleichen Namens. Die offizielle Benennung der Stadtteile erfolgt durch vorangestellten Namen der Stadt und mit Bindestrich verbunden nachgestellt der Name der Stadtteile. Die neun Stadtteile bilden zugleich Wohnbezirke im Sinne der baden-württembergischen Gemeindeordnung und mit Ausnahme des Stadtteils Vaihingen an der Enz sind Ortschaften im Sinne der baden-württembergischen Gemeindeordnung mit eigenem Ortschaftsrat und einem Ortsvorsteher als dessen Vorsitzender eingerichtet. In den Ortschaften bestehen jeweils eigene Verwaltungsstellen.
Zum Stadtteil Aurich gehören das Dorf Aurich sowie die abgegangene Ortschaft »Auf Weiler«. Zum Stadtteil Ensingen gehören das Dorf Ensingen sowie die abgegangene Ortschaft Schweinemühl. Zum Stadtteil Enzweihingen gehören das Dorf Enzweihingen, der Weiler Pulverdingen, das Gehöft Leinfelder Hof und die Häuser Neumühle und Rieter Tal. Zum Stadtteil Gündelbach gehören das Dorf Gündelbach und die herzogliche Domäne Steinbachhof sowie die abgegangene Ortschaft Maninchoven. Zum Stadtteil Horrheim gehören das Dorf Horrheim sowie die abgegangenen Ortschaften Alten- und Jungenguckenhausen (möglicherweise identisch mit Gumboldeshusen). Zum Stadtteil Kleinglattbach gehört das Dorf Kleinglattbach. Zum Stadtteil Riet gehören das Dorf Riet sowie die abgegangene Ortschaft Wintergeislingen (möglicherweise mit Munigischinga identisch). Zum Stadtteil Roßwag gehören das Dorf Roßwag und das Haus Seemühle. Zum Stadtteil Vaihingen an der Enz gehört die Stadt Vaihingen an der Enz.

### Raumplanung
Vaihingen bildet ein Mittelzentrum in der Region Stuttgart, deren Oberzentrum Stuttgart ist.
Zum Mittelbereich Vaihingen gehören noch die Stadt Oberriexingen und die Gemeinden Eberdingen und Sersheim, mit denen die Stadt Vaihingen an der Enz auch eine Vereinbarte Verwaltungsgemeinschaft eingegangen ist.

### Flächenaufteilung
Nach Daten des Statistischen Landesamtes, Stand 2014.

### Natur

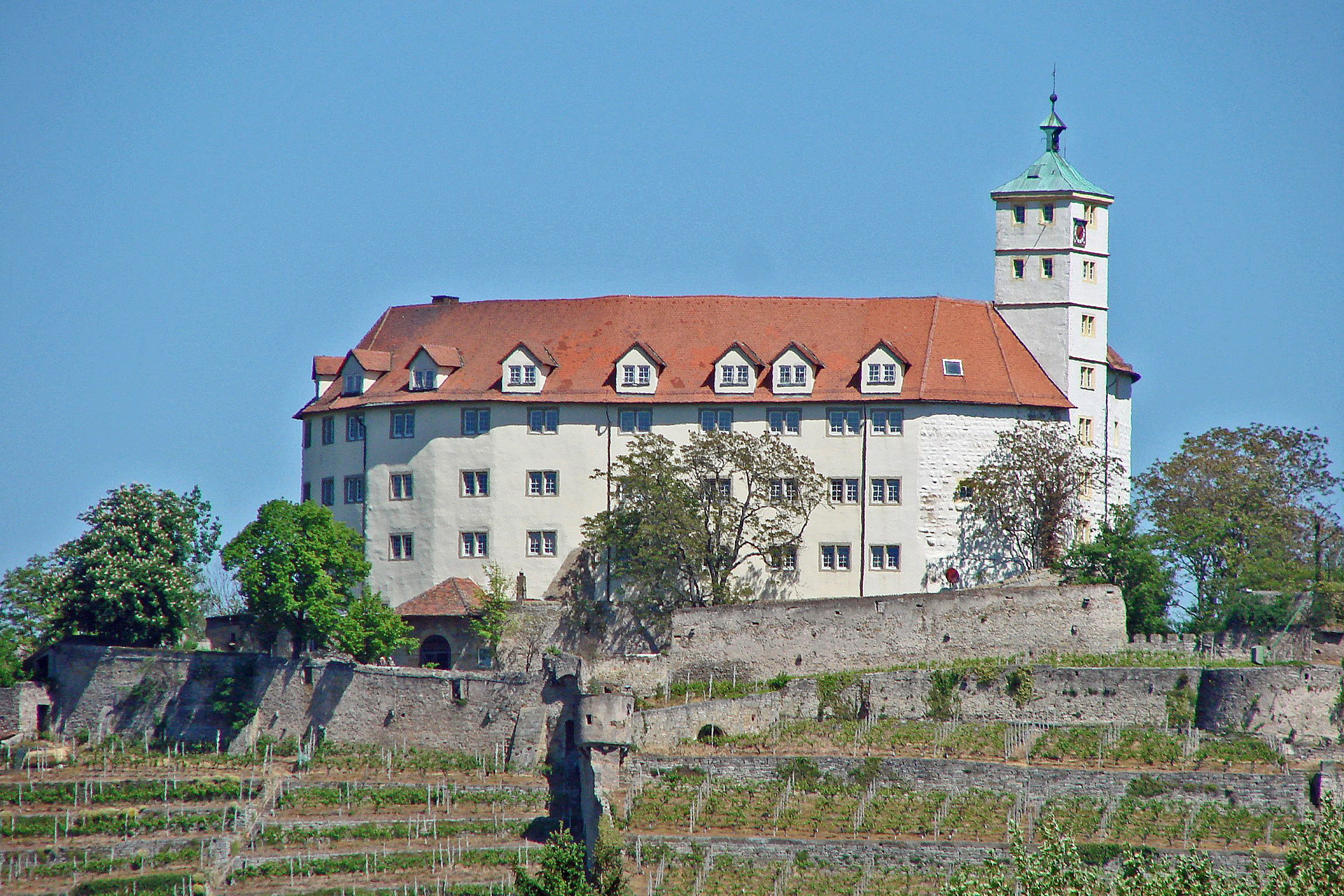
Schloss Kaltenstein, vormals Burg Vaihingen

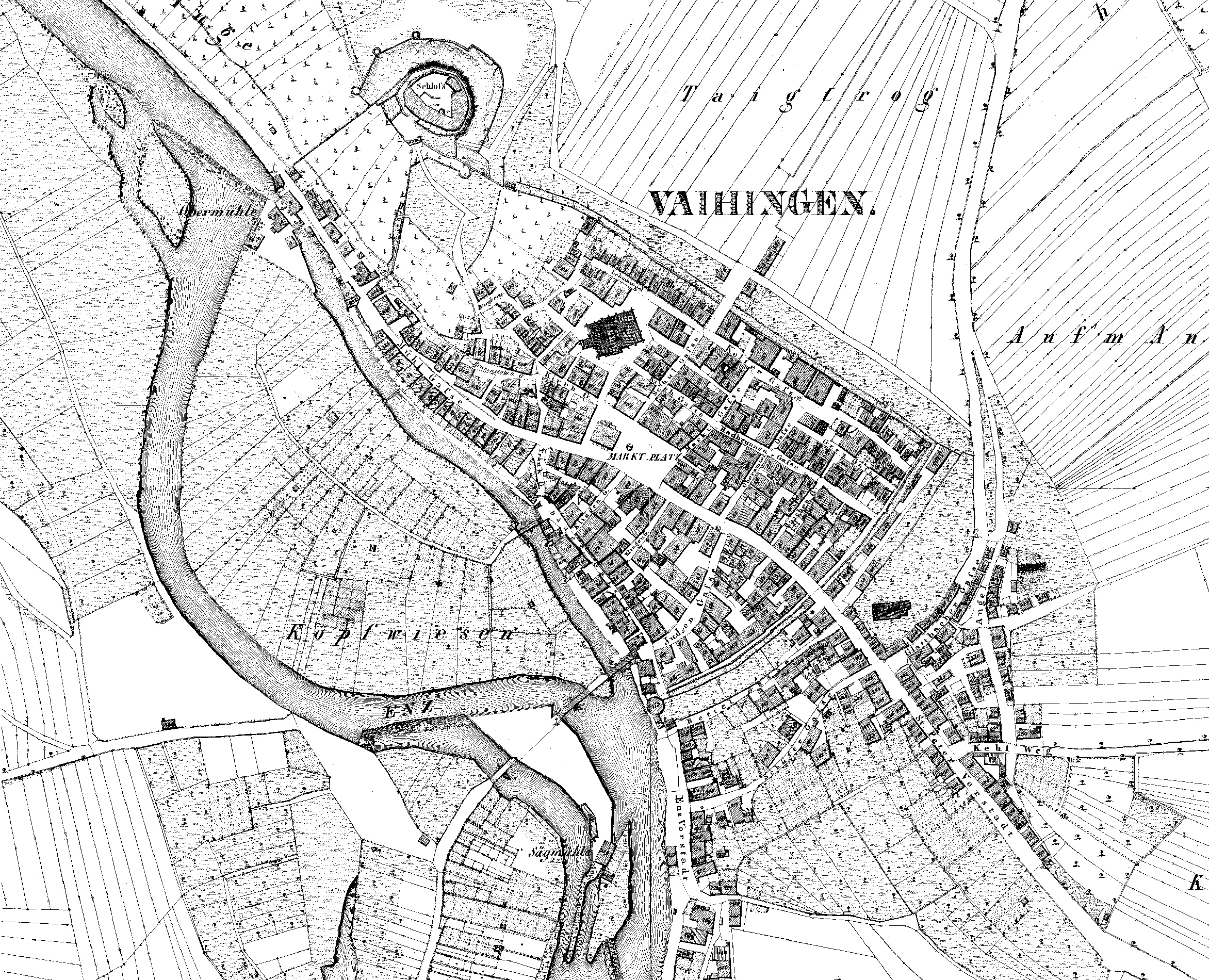
Vaihingen (1832) zwischen dem Kaltenstein und der Peterskirche: 600 Jahre nach ihrer Gründung hatte sich die Struktur der Stadt kaum verändert

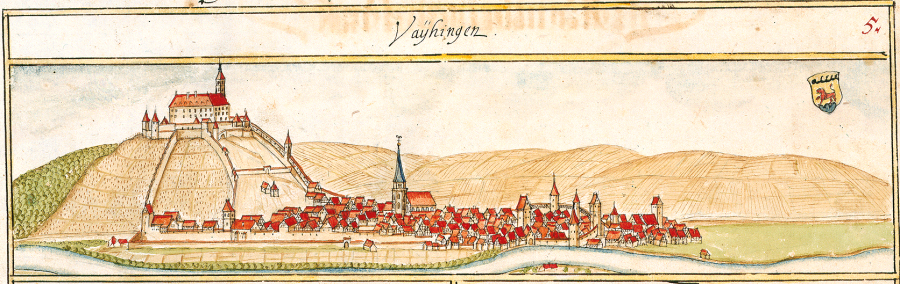
Vaihingen um 1684 im Forstlagerbuch von Andreas Kieser

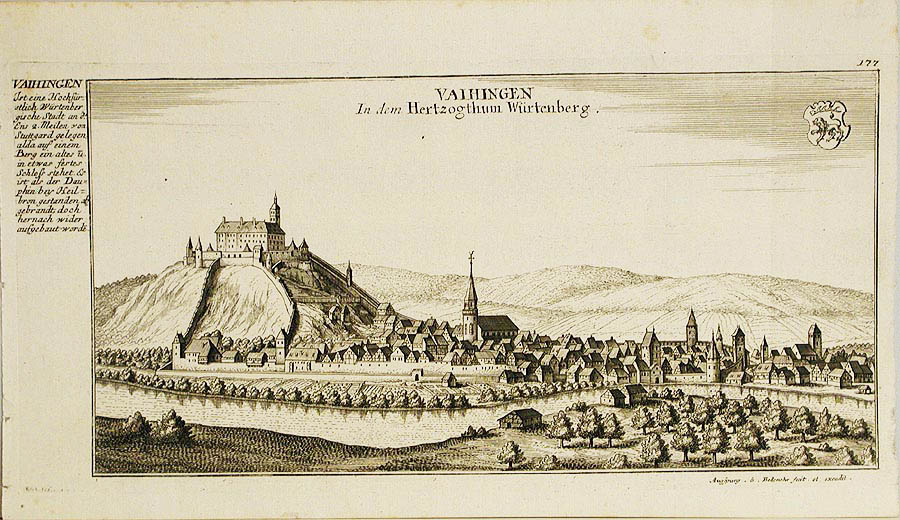
Vaihingen um 1720 von Gabriel Bodenehr

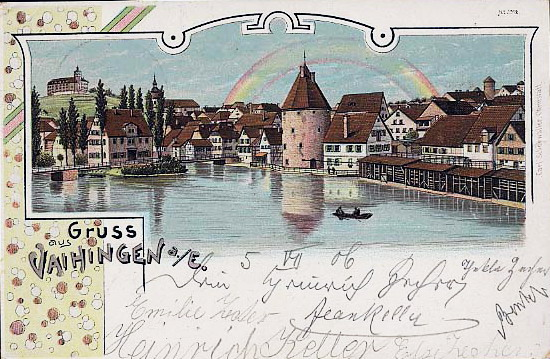
Vaihingen um 1900 (Postkarte)

## Geschichte

### Bis zum Ende des Mittelalters
Eine Besiedlung der Gegend um Vaihingen ist seit dem Frühneolithikum nachweisbar. Grabungen der vergangenen Jahre haben eine große Siedlung sowie zahlreiche Bestattungen der Linearbandkeramik (bandkeramische Kultur) freigelegt.
Gegen Ende des 3. Jahrhunderts nach Beginn unserer Zeitrechnung drangen Alamannen in das römisch dominierte Neckarbecken ein und gründeten die meisten heutigen Ortschaften. Um 500 wurde das Gebiet um Vaihingen fränkisch, christianisiert und dem Bistum Speyer einverleibt. Bei der um 750 von Karlmann vorgenommenen Gliederung in Gaugrafschaften wurde Vaihingen dem Enzgau zugeordnet und entwickelte sich zum Hauptort dieser Grafschaft. Dementsprechend stand der Vaihinger „Kirchherr“ bis zur Reformation dem Landkapitel Vaihingen des Archidiakonats Trinitatis im Bistum Speyer vor (siehe Karte).
Die erste urkundliche Erwähnung Vaihingens könnte schon 779 zusammen mit Grüningen und Hochdorf an der Enz in einer Urkunde über eine Schenkung des fränkischen Enzgau-Grafen Kunibert an das Kloster Fulda erfolgt sein. Es ist jedoch nicht zweifelsfrei geklärt, ob es sich dabei um Vaihingen an der Enz oder um das im Spätmittelalter abgegangene Vöhingen bei Schwieberdingen handelte. Der Stadtteil Riet wurde im Jahr 812 erstmals im Lorscher Codex urkundlich erwähnt.
Um 1230 legte Graf Gottfried von Vaihingen (1189–1234) zwischen der schon 1096 erwähnten Burg Vaihingen (dem heutigen Schloss Kaltenstein) und der dörflichen Siedlung bei der Peterskirche die Stadt Vaihingen an. 1252 wurde Vaihingen in einer Urkunde ausdrücklich als Stadt bezeichnet. Durch seine Ehe mit Agnes, Alleinerbin des edelfreien Belrein von Eselsberg, konnte Graf Konrad II. von Vaihingen territoriale Zugewinne am Rand des Strombergs verbuchen und die Schutzvogtei über Kloster Rechentshofen übernehmen, die er zur Familiengrablege machte. Die im Erbe inbegriffene Burg Eselsberg wurde später zum Hauptsitz der Grafen.
Nach dem Stadtbrand von 1291 verkauften die Vaihinger Grafen große Teile ihres Besitzes. Stadt und Burg Vaihingen kamen über den Markgrafen von Baden 1334 an die Grafen von Oettingen und 1339 an die Grafen von Württemberg. Vaihingen wurde württembergische Amtsstadt, 1758 Oberamtsstadt.

### Frühe Neuzeit
Unter Kaiser Karl V. wurde 1519 Herzog Ulrich von Württemberg aus seinem Land vertrieben. Neuer Landes- und somit auch Stadtherr war Kaiser Karl V., der Württemberg seinem Bruder Ferdinand abtrat. Mit Hilfe evangelischer Fürsten eroberte 1534 Herzog Ulrich sein Land zurück und führte die Reformation ein, Vaihingen wurde Sitz eines Dekanates. Im Schmalkaldischen Krieg (1546–1547) wurde Vaihingen 1547 von spanischen Truppen besetzt.
Durch einen Brand im Jahr 1617 wurde das Viertel zwischen Heilbronner Straße und Stuttgarter Straße zerstört. Ein Jahr später wurde das Wohnviertel hinter dem Rathaus samt Stadtkirche Opfer einen weiteren Brandes.
Der Dreißigjährige Krieg (1618–1648) brachte auch in Vaihingen Not und Elend. Wechselweise waren Truppen der Protestanten und der Katholiken in Vaihingen einquartiert. Durch Plünderung und Requirierungen kamen Ackerbau und Handel zum Erliegen, es entstanden Hungersnöte. 1635 wütete die Pest, was die Einwohnerschaft weiter stark dezimierte. Es dauerte trotz Einwanderung vertriebener Protestanten lange, bis der Vorkriegsstand von etwa 1500 bis 1600 Einwohnern wieder erreicht wurde.
Im Pfälzischen Erbfolgekrieg (1688–1697) wurde 1692 Vaihingen von den Franzosen geplündert und brannte 1693 fast vollständig ab. Innerhalb der Stadtmauern blieben nur etwa 20 Häuser von den Flammen verschont. Ab 1697 wurde die Stadtkirche wieder aufgebaut.
Im Jahr 1720 erfolgte der Wiederaufbau des Rathauses. Während des Spanischen Erbfolgekrieges (1701–1714), des Siebenjährigen Krieges (1756–1763) und in den Koalitionskriegen (1792–1815) marschieren immer wieder Truppen durch die Stadt oder werden einquartiert. 1784 vernichtet ein Stadtbrand 30 Häuser.

### 19. Jahrhundert
Zehn Jahre nach der 1806 erfolgten Gründung des Königreichs Württemberg und ein Jahr nach dem Ende der Befreiungskriege begann im Jahr ohne Sommer 1816 eine durch Missernten und Viehseuchen verursachte Hungersnot. Erst danach setzte ein allmählicher wirtschaftlicher Aufschwung ein. Die Stadt wurde zu klein. 1829 wurde im Nordosten ein neues Tor errichtet, im Norden entstand eine Vorstadt. In der Folge der Revolution von 1848 kam es zu einer Wirtschaftskrise, verursacht durch Missernten und Inflation. Dieses veranlasste viele zur Auswanderung.
Im Jahre 1853 wurde die Württembergische Westbahn Stuttgart–Bruchsal eröffnet. Der nächstgelegene Bahnhof „Vaihingen-Sersheim“ war jedoch drei Kilometer vom Zentrum entfernt. Gerade in der Epoche der Industrialisierung wirkte sich der fehlende zentral gelegene Bahnanschluss ans Netz der Württembergischen Eisenbahn negativ aus. Es kam zu Abwanderungen von Unternehmen und Bevölkerung.

### 20. Jahrhundert
Erst mit der Eröffnung der Vaihinger Stadtbahn bekam Vaihingen 1904 Anschluss an das moderne Verkehrsnetz.
Bei der Verwaltungsreform während der NS-Zeit in Württemberg wurden 1938 das Oberamt Maulbronn und das Oberamt Vaihingen zum Landkreis Vaihingen zusammengelegt. Vaihingen wurde Sitz dieses neuen Landkreises. Im unteren Glattbachtal wurde im Juli 1944 das Konzentrationslager Vaihingen errichtet. Es war formal ein Außenlager des KZ Natzweiler-Struthof. Hier mussten mehrere hundert KZ-Häftlinge, vor allem polnische Juden aus dem Ghetto Radom unter katastrophalen Bedingungen Zwangsarbeit verrichten. Ab November 1944 diente das Lager als »Kranken- und Erholungslager« für die rechtsrheinischen Außenlager von Natzweiler. In Wirklichkeit war es ein Sterbelager mit bis zu 33 Toten pro Tag. Von den Toten zeugt der KZ-Friedhof zwischen Vaihingen und Ensingen, auf dem Gedenksteine mit den Nummern 1–1488 aufgestellt sind. Im Arbeitshaus auf Schloss Kaltenstein waren bis zu 600 Männer als „Schutzhäftlinge“ untergebracht. Ein Mahnmal an der Außenmauer des Schlosses nennt 27 polnische, tschechoslowakische und deutsche Namen von Opfern. Am 8. April 1945 war für Vaihingen der Zweite Weltkrieg beendet, es marschierten die Franzosen ein.
Nach Kriegsende kam Vaihingen zur Amerikanischen Besatzungszone und gehörte somit zum neu gegründeten Land Württemberg-Baden, das 1952 im jetzigen Bundesland Baden-Württemberg aufging. Mit den Wahlen zu Gemeinderat und Kreistag und zur Verfassunggebenden Landesversammlung für Württemberg-Baden 1946 begann der Aufbau der Nachkriegsordnung.
Am 25. Juli 1969 kam es in einer Tiefflugschneise zu einem Zusammenstoß von zwei Kampfflugzeugen vom Typ F-104 Starfighter der kanadischen Luftwaffe. Einer der Piloten kam bei dem Absturz ums Leben, der andere konnte sich mit dem Schleudersitz retten. Der Treibstofftank einer Maschine durchschlug dabei das Dach eines Wohnhauses in Mühlhausen (Mühlacker). Bei Rettungsversuchen wurden zwei Helfer durch eine Detonation schwer verletzt.
Im Rahmen der Gebietsreform der 1970er Jahre überschritt die Einwohnerzahl der Stadt Vaihingen an der Enz die 20.000-Grenze. Daraufhin stellte die Stadtverwaltung den Antrag auf Erhebung zur Großen Kreisstadt, was die baden-württembergische Landesregierung dann mit Wirkung vom 1. Januar 1973 beschloss. Zum gleichen Zeitpunkt wurde im Rahmen der Kreisreform der Landkreis Vaihingen aufgelöst. Der östliche Teil und mit ihm die Stadt Vaihingen an der Enz kam zum Landkreis Ludwigsburg, der westliche Teil wurde Bestandteil des neuen Enzkreises.
Mit der Eröffnung der Schnellfahrstrecke Mannheim–Stuttgart erhielt Vaihingen 1991 den neuen Bahnhof Vaihingen (Enz).

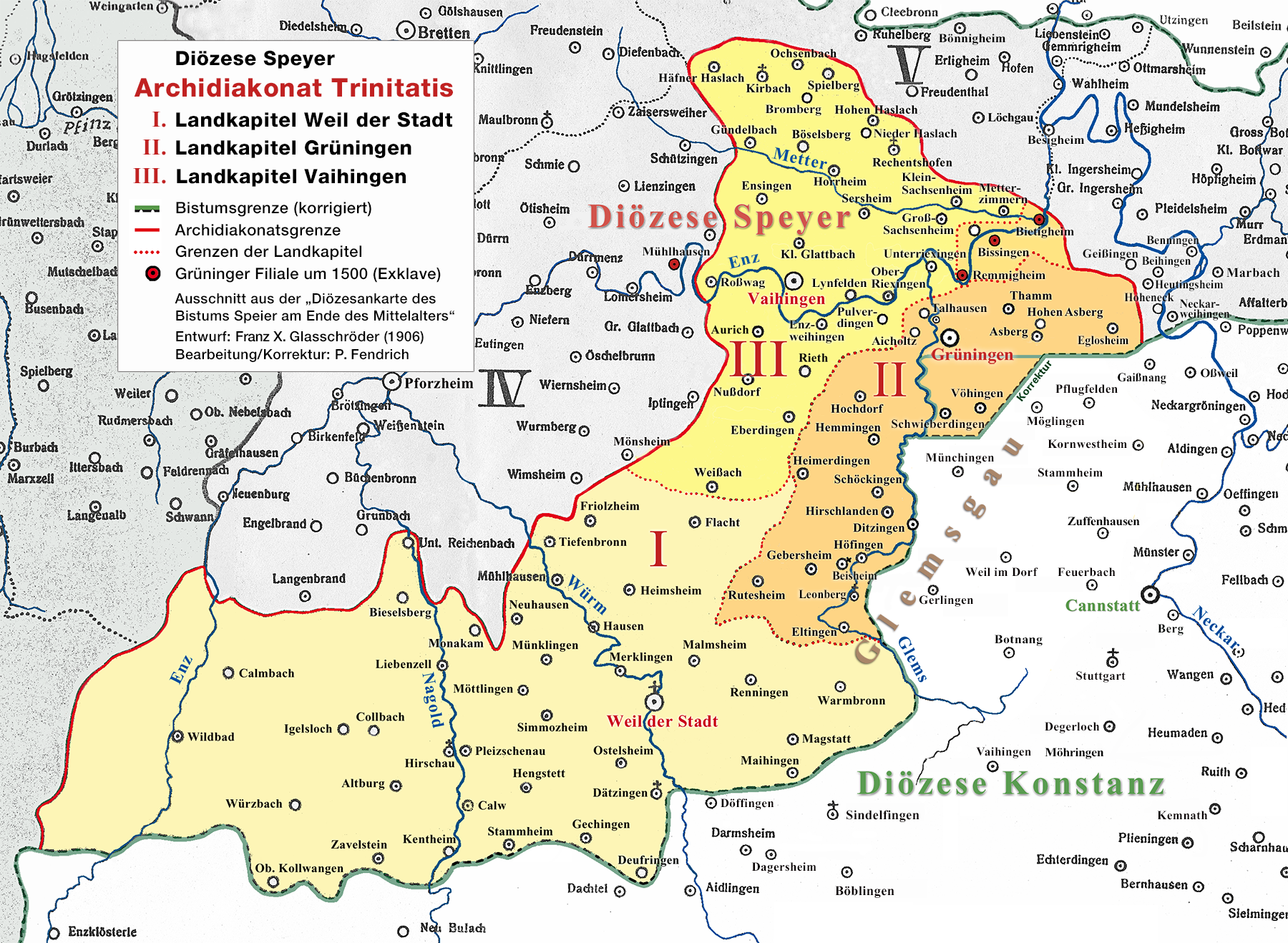
Vaihinger Landkapitel (III) im Archidiakonat Trinitatis der Speyrer Diözese

### Eingemeindungen
Folgende Gemeinden wurden nach Vaihingen an der Enz eingegliedert:
- 1. Januar 1971: Enzweihingen[11]
- 1. Januar 1972: Kleinglattbach[11]
- 1. Februar 1972: Ensingen, Riet[11]
- 1. März 1972: Gündelbach, Horrheim und Roßwag[11]
- 1. Januar 1975: Aurich[12]

### Einwohnerentwicklung
Einwohnerzahlen nach dem jeweiligen Gebietsstand. Die Zahlen sind Schätzungen, Volkszählungsergebnisse (¹) oder amtliche Fortschreibungen der jeweiligen Statistischen Ämter (nur Hauptwohnsitze).
| Jahr              | Einwohnerzahlen |
| ----------------- | --------------- |
| 1576              | 1.500           |
| 1701              | 1.308           |
| 1760              | 1.977           |
| 1803              | 2.681           |
| 1843              | 3.252           |
| 1. Dezember 1871  | 3.054           |
| 1. Dezember 1880¹ | 3.351           |
| 1. Dezember 1890¹ | 3.135           |
| 1. Dezember 1900¹ | 2.940           |
| 1. Dezember 1910¹ | 3.023           |
| 16. Juni 1925¹    | 3.112           |
| 16. Juni 1933¹    | 3.027           |
| 17. Mai 1939¹     | 3.462           |

| Jahr                 | Einwohnerzahlen |
| -------------------- | --------------- |
| Dezember 1945        | 3.962           |
| 13. September 1950 ¹ | 5.022           |
| 6. Juni 1961¹        | 6.262           |
| 27. Mai 1970¹        | 7.850           |
| 31. Dezember 1975    | 21.998          |
| 31. Dezember 1980    | 22.907          |
| 25. Mai 1987¹        | 23.151          |
| 31. Dezember 1990    | 24.461          |
| 31. Dezember 1995    | 26.813          |
| 31. Dezember 2000    | 27.804          |
| 31. Dezember 2005    | 28.921          |
| 31. Dezember 2010    | 28.833          |
| 31. Dezember 2015    | 28.695          |
| 31. Dezember 2020    | 29.307          |

¹ Volkszählungsergebnis

## Religionen
Das Gebiet der Stadt Vaihingen an der Enz gehörte ursprünglich zum Bistum Speyer und war dem Landkapitel Vaihingen im Archidiakonat Trinitatis zugeordnet. 1535 führte Erhard Schnepf die Reformation ein. Die Stadt wurde bald danach auch Sitz eines Dekans innerhalb der Evangelischen Landeskirche in Württemberg und blieb danach über viele Jahrhunderte eine überwiegend protestantische Stadt. Das Dekanat Vaihingen war und ist für das Gebiet des ehemaligen Oberamts Vaihingen zuständig. Im Stadtgebiet Vaihingens gibt es heute folgende Kirchengemeinden: Stadtkirchengemeinde Vaihingen sowie je eine evangelische Kirchengemeinden in den Stadtteilen Aurich, Ensingen, Enzweihingen, Gündelbach, Horrheim, Kleinglattbach, Riet und Roßwag.
Im 19. Jahrhundert zogen auch Katholiken nach Vaihingen. Doch gab es um das Jahr 1900 nur etwa 100 Katholiken gegenüber 2.785 Protestanten. Im Jahr 1938 erbauten sich die Katholiken dann eine eigene Kirche und 1958 wurde die eigenständige Pfarrei St. Anton gebildet, nachdem die Gemeindeglieder zunächst zur Pfarrei Hohenasperg, dann zum Stadtpfarramt Bietigheim und ab 1902 zu Mühlacker gehörten. Inzwischen hatte sich der Anteil der Katholiken in Vaihingen auf etwa 1/3 erhöht. Zur Pfarrei St. Anton gehören heute auch die Katholiken in Roßwag und Kleinglattbach, wo 1976 das Gemeindezentrum St. Bonifatius erbaut wurde. Auch in den anderen Stadtteilen Vaihingens wohnen heute Katholiken. In Enzweihingen wurde 1976 die Pfarrei St. Paulus gegründet. Die dortige Kirche wurde bereits 1967 erbaut. Die Pfarrgemeinde Enzweihingen ist auch für die Katholiken in den Stadtteilen Riet und Aurich sowie der Nachbargemeinde Eberdingen mit ihren Ortsteilen Hochdorf und Nussdorf zuständig. In Riet gibt es seit 1975 ein eigenes Gemeindezentrum St. Markus. Die Katholiken in Ensingen gehören zur Pfarrei St. Joseph Illingen. Seit 1964 gibt es in Ensingen jedoch eine eigene Kirche (Maria Königin). Die Katholiken in Horrheim gehören zur Pfarrei St. Stephanus Sersheim. Doch gibt es seit 1964/65 auch in Horrheim eine eigene Kirche (St. Martinus). Alle genannten Pfarrgemeinden mit Ausnahme der Pfarrei St. Joseph Illingen gehören zum Dekanat Ludwigsburg des Bistums Rottenburg-Stuttgart. Die Pfarrei St. Joseph und somit auch die Ensinger Katholiken gehören zum Dekanat Mühlacker.
Neben den beiden großen Kirchen gibt es in Vaihingen an der Enz auch Freikirchen, darunter eine Evangelisch-methodistische Kirche sowie die freie „Vineyard-Enztal“-Gemeinde. Die Liebenzeller Gemeinschaft ist mit Gemeinden in Aurich, Enzweihingen, Gündelbach, Kleinglattbach und Vaihingen vertreten. Die Pregizer Gemeinschaft ist in Enzweihingen vertreten. Außerdem gibt es Hahn’sche Gemeinschaften in Ensingen und Horrheim.
Ferner hat die Neuapostolische Kirche in den Stadtteilen Ensingen und Horrheim je eine Kirche.

## Politik

### Gemeinderat
Der Gemeinderat in Vaihingen an der Enz besteht aus den 26 gewählten ehrenamtlichen Gemeinderäten und dem Oberbürgermeister als Vorsitzendem. Der Oberbürgermeister ist im Gemeinderat stimmberechtigt. Bis 2009 wurde der Gemeinderat noch nach dem Verfahren der unechten Teilortswahl gewählt. 
Die Kommunalwahl am 9. Juni 2024 führte zu folgendem Ergebnis:
| Parteien und Wählergemeinschaften | Parteien und Wählergemeinschaften           | % 2024  | Sitze 2024 | Kommunalwahl 2024 %3020100 23,02 %18,94 %11,28 %12,66 %7,76 %2,40 %10,18 %5,02 %8,75 % FWCDUSPDGrüneFDPLinkeBbVWIRAfDGewinne und Verlusteim Vergleich zu 2019 %p 10 8 6 4 2 0 −2 −4−2,25 %p+0,89 %p−0,50 %p−2,93 %p−1,75 %p−0,55 %p−3,66 %p+2,01 %p+8,75 %pFWCDUSPDGrüneFDPLinkeBbVWIRAfD |
| FW                                | Freie Wähler VG Vaihingen an der Enz        | 23,02   | 6          | Kommunalwahl 2024 %3020100 23,02 %18,94 %11,28 %12,66 %7,76 %2,40 %10,18 %5,02 %8,75 % FWCDUSPDGrüneFDPLinkeBbVWIRAfDGewinne und Verlusteim Vergleich zu 2019 %p 10 8 6 4 2 0 −2 −4−2,25 %p+0,89 %p−0,50 %p−2,93 %p−1,75 %p−0,55 %p−3,66 %p+2,01 %p+8,75 %pFWCDUSPDGrüneFDPLinkeBbVWIRAfD |
| CDU                               | Christlich Demokratische Union Deutschlands | 18,94   | 5          | Kommunalwahl 2024 %3020100 23,02 %18,94 %11,28 %12,66 %7,76 %2,40 %10,18 %5,02 %8,75 % FWCDUSPDGrüneFDPLinkeBbVWIRAfDGewinne und Verlusteim Vergleich zu 2019 %p 10 8 6 4 2 0 −2 −4−2,25 %p+0,89 %p−0,50 %p−2,93 %p−1,75 %p−0,55 %p−3,66 %p+2,01 %p+8,75 %pFWCDUSPDGrüneFDPLinkeBbVWIRAfD |
| SPD                               | Sozialdemokratische Partei Deutschlands     | 11,28   | 3          | Kommunalwahl 2024 %3020100 23,02 %18,94 %11,28 %12,66 %7,76 %2,40 %10,18 %5,02 %8,75 % FWCDUSPDGrüneFDPLinkeBbVWIRAfDGewinne und Verlusteim Vergleich zu 2019 %p 10 8 6 4 2 0 −2 −4−2,25 %p+0,89 %p−0,50 %p−2,93 %p−1,75 %p−0,55 %p−3,66 %p+2,01 %p+8,75 %pFWCDUSPDGrüneFDPLinkeBbVWIRAfD |
| GRÜNE                             | Bündnis 90/Die Grünen                       | 12,66   | 3          | Kommunalwahl 2024 %3020100 23,02 %18,94 %11,28 %12,66 %7,76 %2,40 %10,18 %5,02 %8,75 % FWCDUSPDGrüneFDPLinkeBbVWIRAfDGewinne und Verlusteim Vergleich zu 2019 %p 10 8 6 4 2 0 −2 −4−2,25 %p+0,89 %p−0,50 %p−2,93 %p−1,75 %p−0,55 %p−3,66 %p+2,01 %p+8,75 %pFWCDUSPDGrüneFDPLinkeBbVWIRAfD |
| FDP                               | Freie Demokratische Partei                  | 7,76    | 2          | Kommunalwahl 2024 %3020100 23,02 %18,94 %11,28 %12,66 %7,76 %2,40 %10,18 %5,02 %8,75 % FWCDUSPDGrüneFDPLinkeBbVWIRAfDGewinne und Verlusteim Vergleich zu 2019 %p 10 8 6 4 2 0 −2 −4−2,25 %p+0,89 %p−0,50 %p−2,93 %p−1,75 %p−0,55 %p−3,66 %p+2,01 %p+8,75 %pFWCDUSPDGrüneFDPLinkeBbVWIRAfD |
| LINKE                             | Die Linke                                   | 2,40    | 1          | Kommunalwahl 2024 %3020100 23,02 %18,94 %11,28 %12,66 %7,76 %2,40 %10,18 %5,02 %8,75 % FWCDUSPDGrüneFDPLinkeBbVWIRAfDGewinne und Verlusteim Vergleich zu 2019 %p 10 8 6 4 2 0 −2 −4−2,25 %p+0,89 %p−0,50 %p−2,93 %p−1,75 %p−0,55 %p−3,66 %p+2,01 %p+8,75 %pFWCDUSPDGrüneFDPLinkeBbVWIRAfD |
| BbV                               | Bürger bewegen Vaihingen                    | 10,18   | 3          | Kommunalwahl 2024 %3020100 23,02 %18,94 %11,28 %12,66 %7,76 %2,40 %10,18 %5,02 %8,75 % FWCDUSPDGrüneFDPLinkeBbVWIRAfDGewinne und Verlusteim Vergleich zu 2019 %p 10 8 6 4 2 0 −2 −4−2,25 %p+0,89 %p−0,50 %p−2,93 %p−1,75 %p−0,55 %p−3,66 %p+2,01 %p+8,75 %pFWCDUSPDGrüneFDPLinkeBbVWIRAfD |
| WIR                               | Wir in Vaihingen                            | 5,02    | 1          | Kommunalwahl 2024 %3020100 23,02 %18,94 %11,28 %12,66 %7,76 %2,40 %10,18 %5,02 %8,75 % FWCDUSPDGrüneFDPLinkeBbVWIRAfDGewinne und Verlusteim Vergleich zu 2019 %p 10 8 6 4 2 0 −2 −4−2,25 %p+0,89 %p−0,50 %p−2,93 %p−1,75 %p−0,55 %p−3,66 %p+2,01 %p+8,75 %pFWCDUSPDGrüneFDPLinkeBbVWIRAfD |
| AFD                               | Alternative für Deutschland                 | 8,75    | 2          | Kommunalwahl 2024 %3020100 23,02 %18,94 %11,28 %12,66 %7,76 %2,40 %10,18 %5,02 %8,75 % FWCDUSPDGrüneFDPLinkeBbVWIRAfDGewinne und Verlusteim Vergleich zu 2019 %p 10 8 6 4 2 0 −2 −4−2,25 %p+0,89 %p−0,50 %p−2,93 %p−1,75 %p−0,55 %p−3,66 %p+2,01 %p+8,75 %pFWCDUSPDGrüneFDPLinkeBbVWIRAfD |
| Gesamt                            | Gesamt                                      | 100 %   | 26         | Kommunalwahl 2024 %3020100 23,02 %18,94 %11,28 %12,66 %7,76 %2,40 %10,18 %5,02 %8,75 % FWCDUSPDGrüneFDPLinkeBbVWIRAfDGewinne und Verlusteim Vergleich zu 2019 %p 10 8 6 4 2 0 −2 −4−2,25 %p+0,89 %p−0,50 %p−2,93 %p−1,75 %p−0,55 %p−3,66 %p+2,01 %p+8,75 %pFWCDUSPDGrüneFDPLinkeBbVWIRAfD |
| Wahlbeteiligung                   | Wahlbeteiligung                             | 65,48 % | 65,48 %    | Kommunalwahl 2024 %3020100 23,02 %18,94 %11,28 %12,66 %7,76 %2,40 %10,18 %5,02 %8,75 % FWCDUSPDGrüneFDPLinkeBbVWIRAfDGewinne und Verlusteim Vergleich zu 2019 %p 10 8 6 4 2 0 −2 −4−2,25 %p+0,89 %p−0,50 %p−2,93 %p−1,75 %p−0,55 %p−3,66 %p+2,01 %p+8,75 %pFWCDUSPDGrüneFDPLinkeBbVWIRAfD |

Bei den Wahlen 2019 und 2014 wurden folgende Ergebnisse erzielt:
| Parteien und Wählergemeinschaften | Parteien und Wählergemeinschaften                         | % 2019  | Sitze 2019 | % 2014  | Sitze 2014 |
| --------------------------------- | --------------------------------------------------------- | ------- | ---------- | ------- | ---------- |
| FW                                | Freie Wähler Verwaltungsgemeinschaft Vaihingen an der Enz | 25,27   | 7          | 30,97   | 9          |
| CDU                               | Christlich Demokratische Union Deutschlands               | 18,05   | 5          | 22,97   | 6          |
| SPD                               | Sozialdemokratische Partei Deutschlands                   | 11,78   | 3          | 16,67   | 5          |
| GRÜNE                             | Bündnis 90/Die Grünen                                     | 15,59   | 4          | 15,52   | 4          |
| FDP                               | Freie Demokratische Partei                                | 9,51    | 3          | 10,37   | 3          |
| LINKE                             | Die Linke                                                 | 2,95    | 1          | 3,50    | 1          |
| BbV                               | Bürger bewegen Vaihingen                                  | 13,84   | 4          | ―       | ―          |
| WIR                               | Wir in Vaihingen                                          | 3,01    | 1          | ―       | ―          |
| BI                                | Bürgerinitiative B10 Umgehung                             | ―       | ―          | 3,16    | 1          |
| Gesamt                            | Gesamt                                                    | 100 %   | 28         | 100 %   | 28         |
| Wahlbeteiligung                   | Wahlbeteiligung                                           | 62,95 % | 62,95 %    | 55,14 % | 55,14 %    |

### Jugendgemeinderat
Seit 1995 wird in Vaihingen regelmäßig ein Jugendgemeinderat gewählt. Der Jugendgemeinderat hat die Aufgabe, die Interessen der Jugendlichen bei entsprechenden Themen aufzugreifen und Vorschläge zu erarbeiten. Der Jugendgemeinderat bietet allen Jugendlichen die Chance, bei allen aktuellen Themen wie beispielsweise im Bildungs-, Sozial- und Umweltbereich aktiv mitzuwirken. Für die Amtszeit von derzeit drei Jahren werden die 20 Mitglieder des Jugendgemeinderates von den Vaihinger Jugendlichen im Alter von 13 bis 19 Jahren gewählt. Mehrmals im Jahr finden Aktionen des Jugendgemeinderats statt. So beispielsweise das Jugendwochenende, die Teilnahme am Maientag sowie die Weihnachtsaktion.

### Bürgermeister
An der Spitze der Stadt ist seit 1256 der Schultheiß und das Gericht, bestehend aus zwölf Bürgern, davon vier Bürgermeistern, nachweisbar. Vorsitzender des Gerichts war der Amtsbürgermeister. Ab 1339 leitete der württembergische Obervogt, später Oberamtmann die Stadt. Seit 1819 gibt es einen Stadtschultheißen, der seit 1929 die Bezeichnung „Bürgermeister“ trägt. Mit der Erhebung zur Großen Kreisstadt am 1. Januar 1973 trägt das Stadtoberhaupt die Amtsbezeichnung Oberbürgermeister. Dieser wird von den Wahlberechtigten auf 8 Jahre direkt gewählt. Er ist Vorsitzender des Gemeinderats. Sein allgemeiner Stellvertreter ist der 1. Beigeordnete mit der Amtsbezeichnung Bürgermeister.
Stadtschultheißen, Bürgermeister und Oberbürgermeister seit 1819:
- 1819–1835: Friedrich Wilhelm Werner, Stadtschultheiß
- 1835–1854: Jakob Heinrich Redwitz, Stadtschultheiß
- 1854–1869: Julius Clemens Drück, Stadtschultheiß
- 1869–1876: Johann Karl Ludwig Holm, Stadtschultheiß
- 1876–1893: Hermann Julius Dieterich, Stadtschultheiß
- 1893–1899: Karl Richard Friedrich Böhringer, Stadtschultheiß
- 1900–1907: Ferdinand Bentel, Stadtschultheiß
- 1907–1911: Christian Wilhelm Wischuf, Stadtschultheiß
- 1912–1923: Matthäus Häselin, Stadtschultheiß
- 1923–1926: vakant; die Amtsgeschäfte führten mehrere Gemeinderäte als Amtsverweser
- 1926–1936: Hermann Linkenheil, Bürgermeister
- 1936–1945: Karl Schmid, Bürgermeister
- 1945–1954: Ludwig Lörcher, Bürgermeister
- 1954–1981: Gerhard Palm, Bürgermeister, ab 1973 Oberbürgermeister
- 1982–2006: Heinz Kälberer, Oberbürgermeister
- 2006–2022: Gerd Maisch, Oberbürgermeister
- seit 2022: Uwe Skrzypek, Oberbürgermeister

Am 7. Mai 2006 wurde Gerd Maisch, bisher Bürgermeister der Stadt Tamm, zum neuen Oberbürgermeister der Stadt Vaihingen an der Enz gewählt. Er trat sein Amt am 1. September 2006 an. Gerd Maisch setzte sich gegen Matthias Ehrlein (Stutensee) und Helga Eberle (Aurich) mit 62 % der Stimmen durch. Im Juli 2014 wurde Maisch mit 95 % der Stimmen wiedergewählt. Bei der Bürgermeisterwahl im Juli 2022 trat er nicht mehr an. Am 24. Juli 2022 wurde Uwe Skrzypek (parteilos) im zweiten Wahlgang mit 52,4 Prozent der Stimmen zum Oberbürgermeister gewählt. Er trat das Amt am 1. September 2022 an.

### Wappen
| Wappen von Vaihingen | Blasonierung: „In Gold unter einer rechts liegenden schwarzen Hirschstange ein auf blauem Vierberg stehender blau gekrönter und blau bezungter roter Löwe.“ |
| Wappen von Vaihingen | Wappenbegründung: Die Bedeutung des Wappens ist wie folgt beschrieben. Der Löwe stammt aus dem Wappen der Grafen von Calw-Vaihingen, die die Stadt gründeten. Die Hirschstange symbolisiert die Grafen von Württemberg, die 1339 Vaihingen erwarben. Das Wappen wurde 1530 von Kaiser Karl V. verliehen. Die älteste farbige Darstellung datiert von 1535. |

Die Stadtflagge Vaihingens ist blau-rot. Die Darstellungen der Wappen wurden 2023 vereinheitlicht. Die Wappen der eingemeindeten Ortsteile sind wie folgt:

Aurich
Ensingen
Enzweihingen
Gündelbach
Horrheim
Kleinglattbach
Riet
Roßwag

- Aurich: In Blau eine silberne Weinberghape; Flagge weiß-blau. Wappen und Flagge wurden am 1. Februar 1966 verliehen.
- Ensingen: In Silber eine grüne Hirtentasche mit schwarzem Riemenbügel.
- Enzweihingen: In gespaltenem Schild vorne in Rot ein aufrechtes goldenes Bockshorn, hinten in Gold eine aufrechte schwarze Hirschstange.
- Gündelbach: In Grün der silbern gekleidete heilige Laurentius mit goldenem Nimbus, in der Rechten einen schwarzen Rost, in der Linken eine goldene Schale haltend; Flagge weiß-grün. Die Flagge wurde am 15. April 1957 verliehen.
- Horrheim: In Silber oben eine liegende schwarze Hirschstange, an der ein mit dem Mundstück linksgewendetes rotes Hifthorn mit goldenem Beschlag an roter Fessel hängt; Flagge rot-weiß. Die Flagge wurde am 10. August 1957 verliehen.
- Kleinglattbach: In Silber ein grüner Balken, belegt mit einem nach rechts laufenden silbernen Hasen.
- Riet: Unter einem mit einer goldenen Hirschstange belegten schwarzen Schildhaupt in Gold eine schrägrechte schwarze Reithaue; Flagge blau-gelb. Wappen und Flagge wurden am 26. Oktober 1966 verliehen.
- Roßwag: In Rot eine fünfblättrige blau besamte goldene Rose.

### Städtepartnerschaft
Vaihingen an der Enz unterhält seit 1989 eine Städtepartnerschaft mit der Stadt Kőszeg in Ungarn.

### Patenschaft
Im Jahre 1955 wurde die Patenschaft über die vertriebenen Sudetendeutschen aus der Stadt Jauernig im Landkreis Freiwaldau im Altvatergebirge übernommen.
1963 wurde das Engagement um eine Heimatstube ergänzt.

## Kultur und Sehenswürdigkeiten
Vaihingen liegt an der Württemberger Weinstraße und der südlichsten Route der Deutschen Fachwerkstraße, die beide an vielen Sehenswürdigkeiten vorbeiführen.

### Theater
Das Vaihinger Figuren- und Puppentheater Dimbeldu führt regelmäßig frei nacherzählte Märchen mit selbstgefertigten Puppen und Kulissen im eigenen Theater auf. Die Puppen können in einem Figurenmuseum besichtigt werden.

### Museen
Vaihingen hat ein städtisches Museum in der Peterskirche und ein Weinmuseum in der Alten Kelter im Ortsteil Horrheim. Ferner gibt es seit dem Jahr 2000 im Ortsteil Kleinglattbach auf dem Gelände des ehemaligen Bahnhofs Vaihingen/Enz Nord ein Bonbon-Museum. Es zeigt die Geschichte und Vermarktung des Bonbons. Die Jauerniger haben ihr Heimatmuseum in Vaihingen eingerichtet.

### KZ-Gedenkstätte

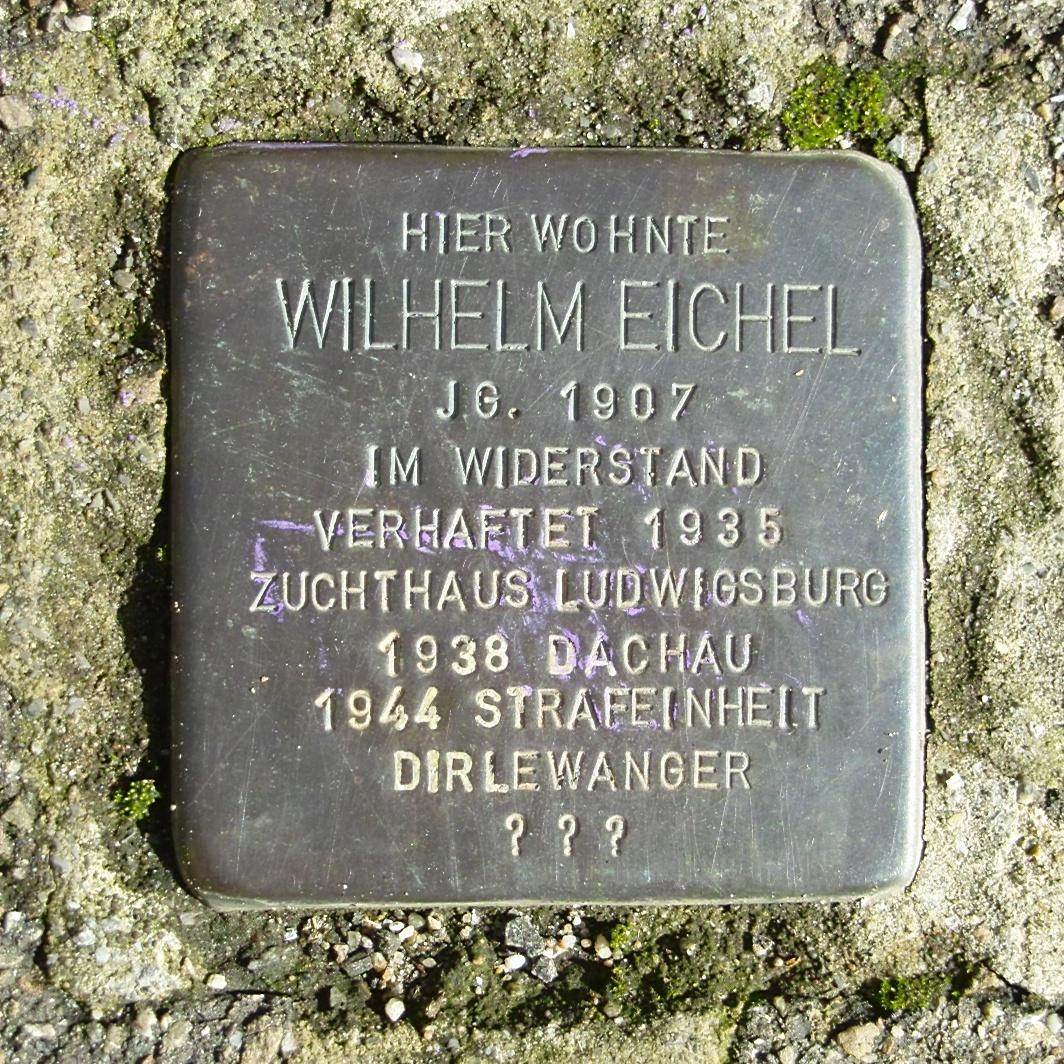
Stolperstein für Wilhelm Eichel am Kirchplatz 11

Die Gedenkstätte zum KZ Vaihingen im Glattbachtal wurde am 16. April 2005 in Anwesenheit von Gästen aus Frankreich, Israel, Kanada, den Niederlanden, Polen und den USA eröffnet. Eine etwa zwanzigminütige audiovisuelle Präsentation erinnert an das Geschehen der Jahre 1944 und 1945 (s. o. Geschichte).
In Vaihingen an der Enz wurde am 7. Oktober 2010 ein Stolperstein durch den Künstler Gunter Demnig verlegt. Der Betonstein mit der kleinen Messingplatte auf der Oberseite – eingelassen im Gehweg am Kirchplatz 11 – erinnert an den Widerstandskämpfer Wilhelm Eichel, der in dem Gebäude lebte. Eichel, Mitglied der KPD, wurde mehrfach von den Nationalsozialisten in Konzentrationslagern inhaftiert und schließlich 1944 in die SS-Sondereinheit Dirlewanger überstellt. Sein Schicksal ist ungewiss – wahrscheinlich überlebte er die Strapazen der Zwangsarbeit nicht.

### Bauwerke

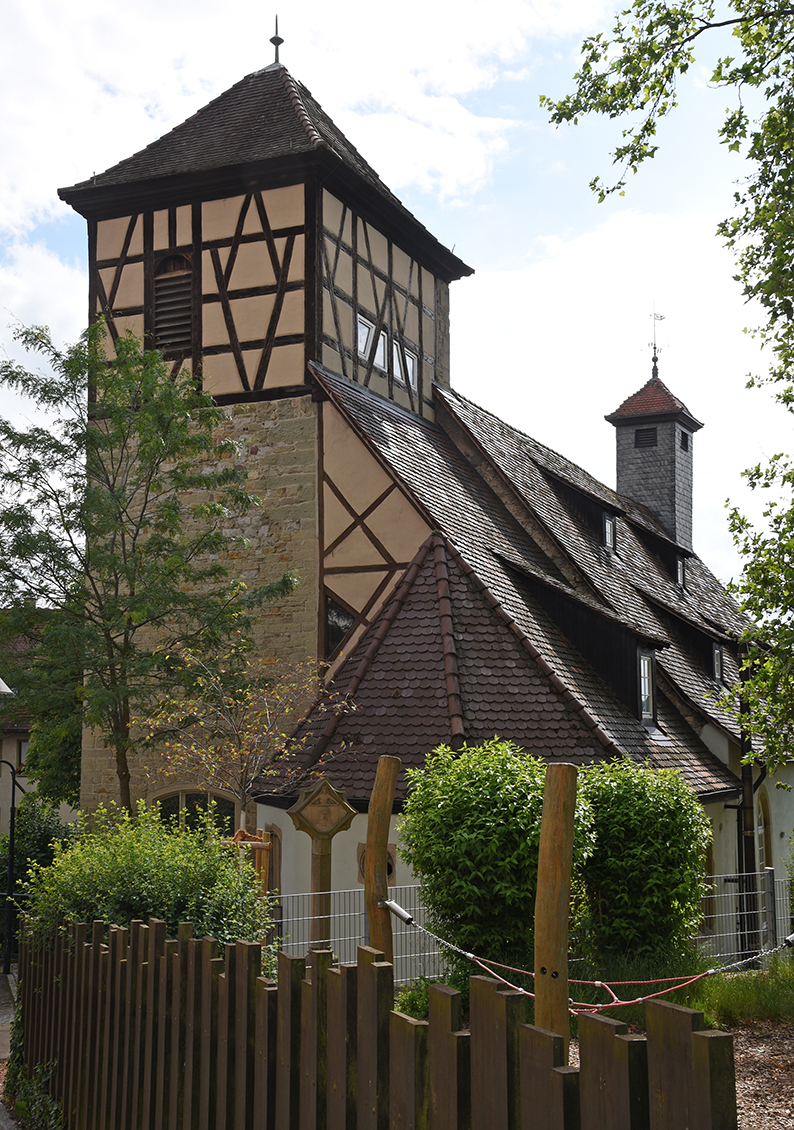
Peterskirche von Nordosten
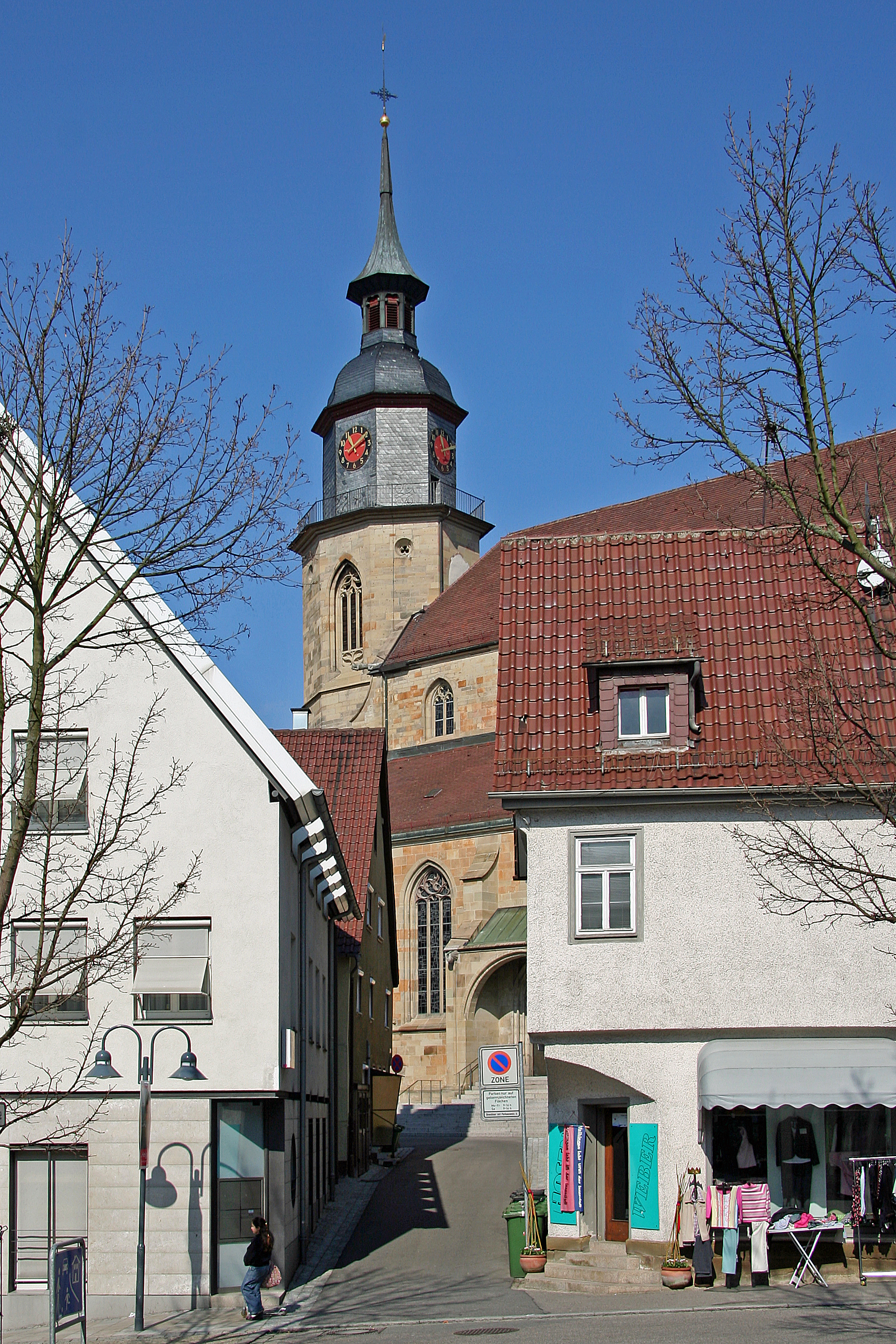
Stadtkirche von Südosten
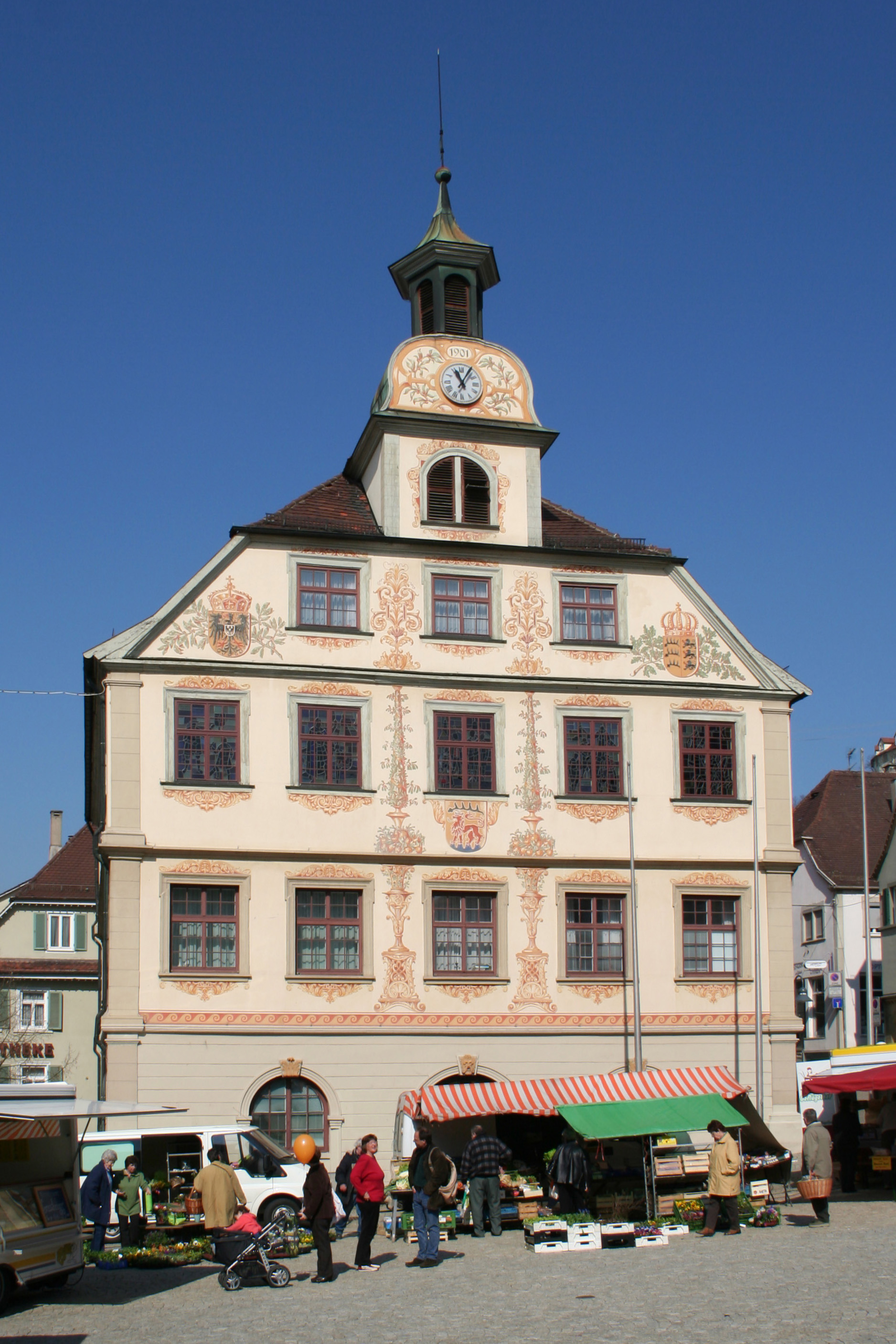
Rathaus von Osten
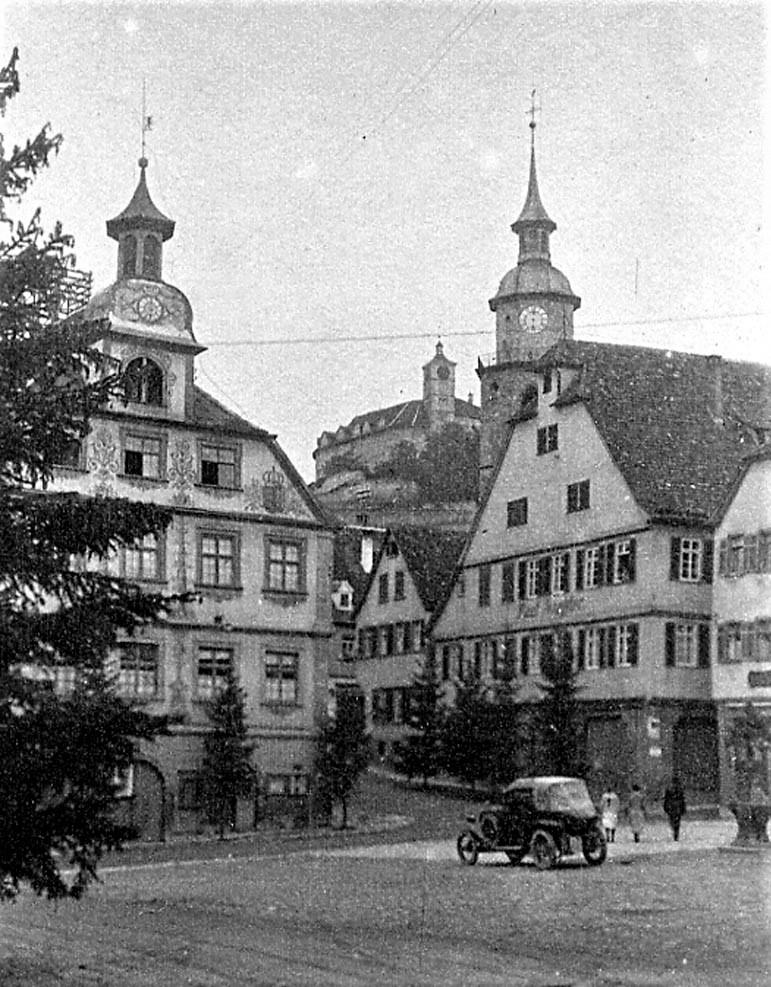
Türme des Rathauses, des Schlosses Kaltenstein und der evangelischen Stadtkirche. Foto 1927
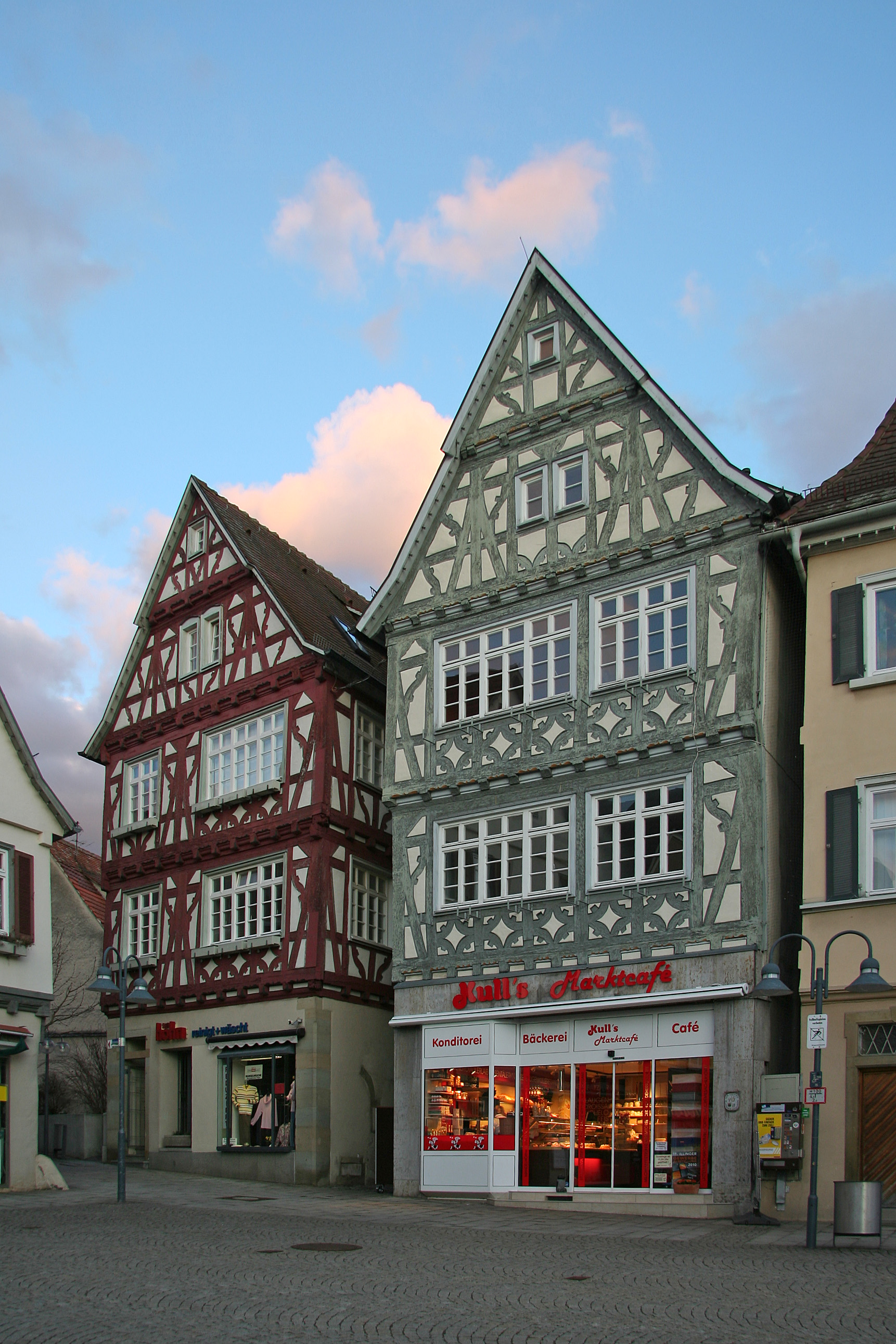
Fachwerkhäuser Marktgasse 2 und Marktplatz 12
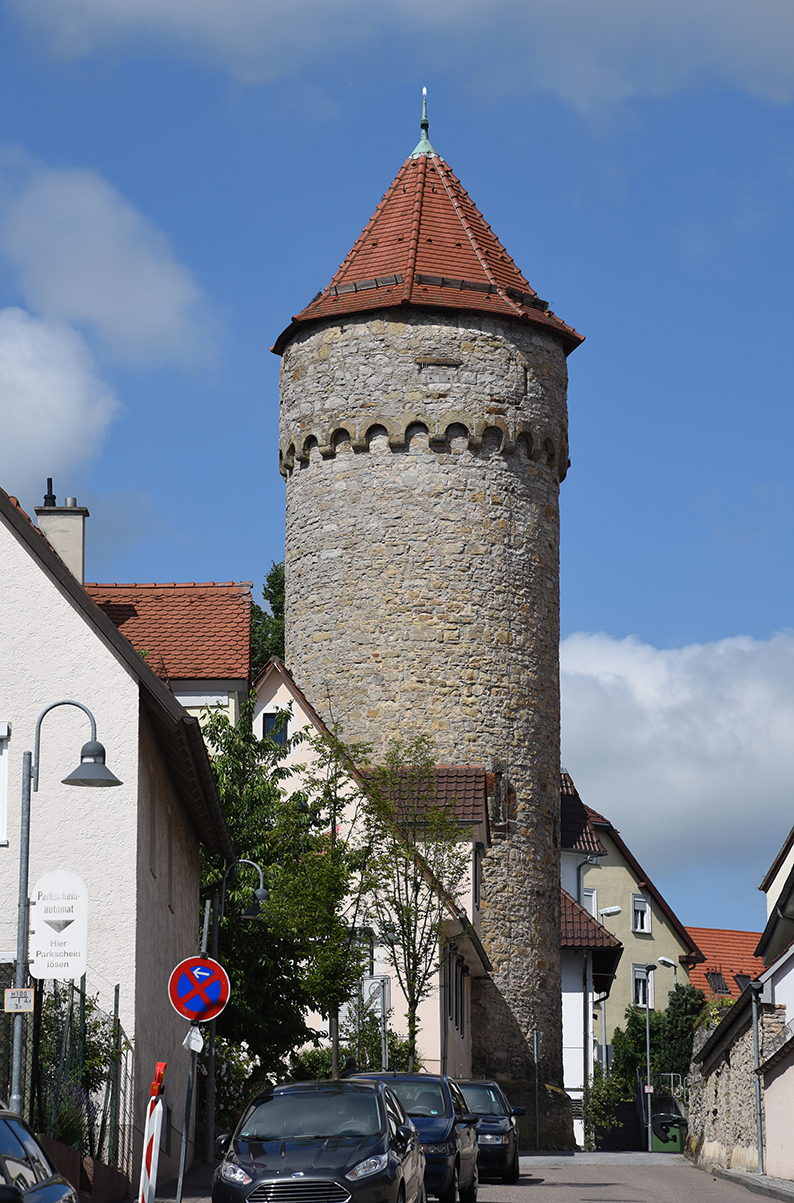
Haspelturm an der Nordostecke der Altstadt
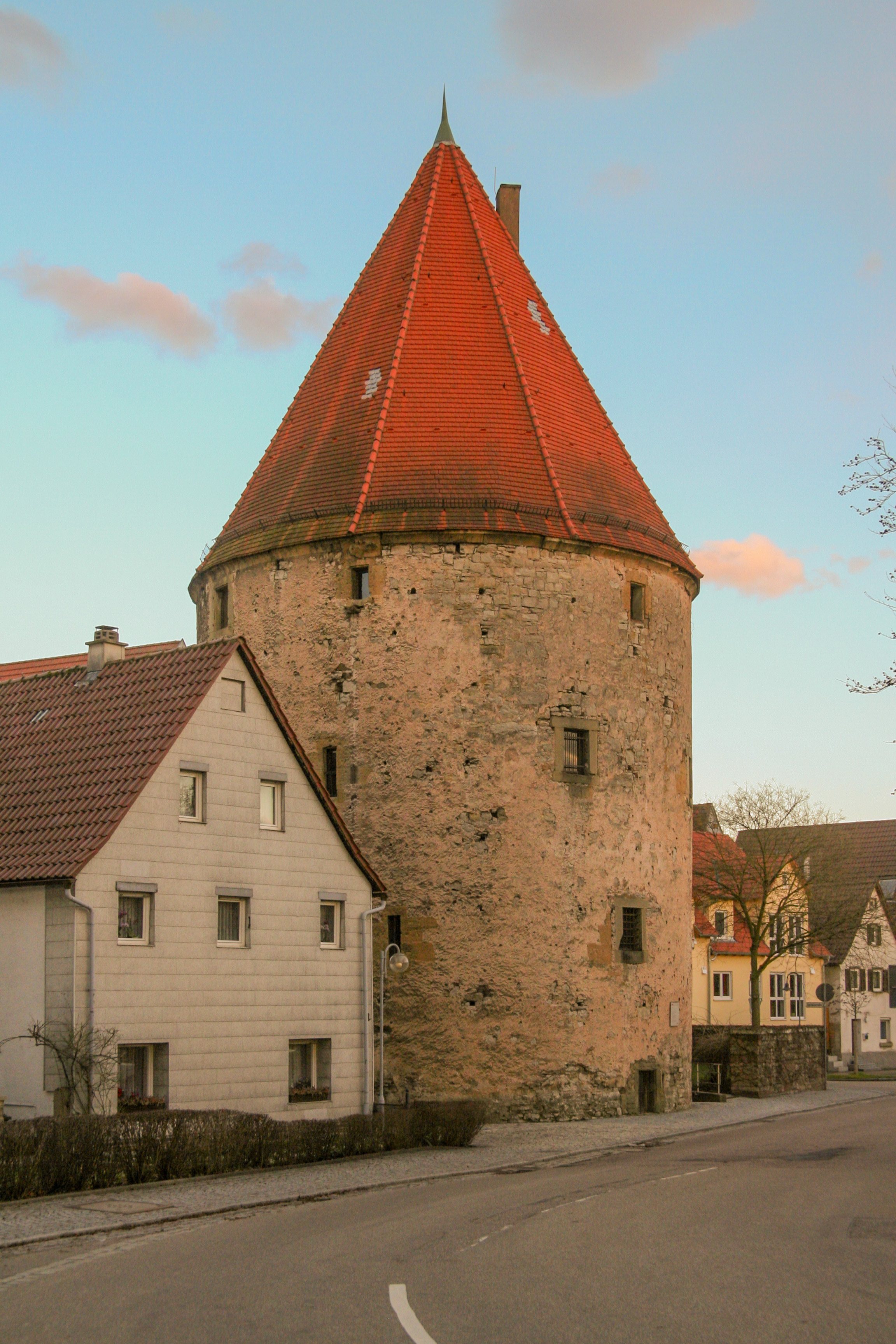
Pulverturm an der Südostecke der Altstadt
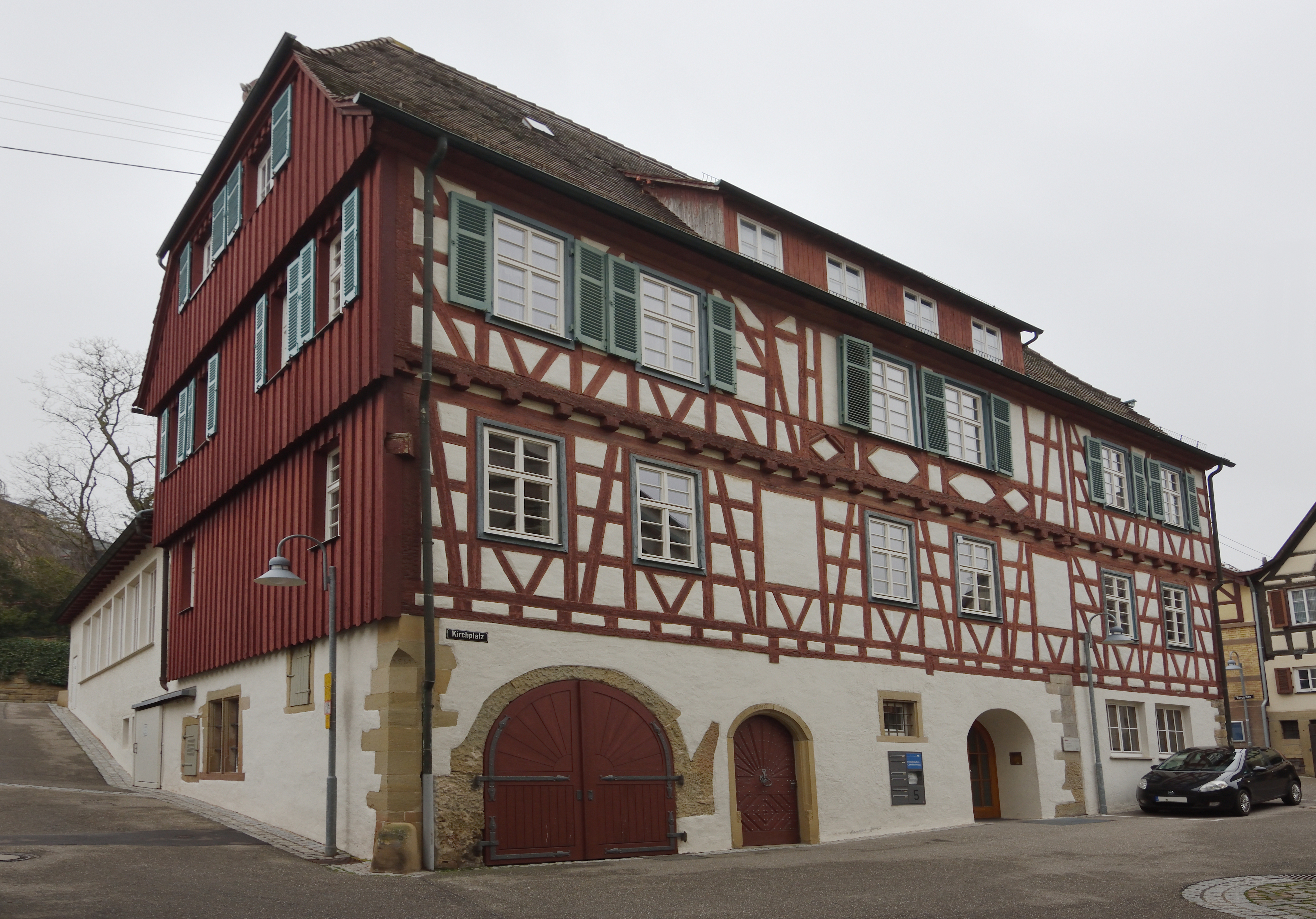
Gemeindehaus hinter der Stadtkirche

Peterskirche
Die Peterskirche ist die älteste Kirche der Stadt. Sie wurde in der Zeit der Hochromanik im 12. und 13. Jahrhundert an der Stelle eines Vorgängerbaus aus dem 9. bis 10. Jahrhunderts erbaut. 1490 und 1667 erfolgten Umbauten und Erweiterungen. Bis 1840 wurde die Peterskirche als Friedhofkirche genutzt. Heute beherbergt sie das Städtische Museum, das Kirchenschiff wird als Ausstellungs-, Konzert- und Vortragssaal genutzt.
Evangelische Stadtkirche, Hauptkirche der Stadt und Sitz des Dekans
Urkundlich wurde an dieser Stelle 1339 eine Marienkapelle im romanisch-gotischen Übergangsstil erwähnt, die seit 1449 als »Unsere Frauen Kirche« genannt wurde. Im Jahre 1513 wurde die Kirche umgebaut und erweitert. Diese Kirche brannte 1618 ab und wurde unter Heinrich Schickhardt wieder aufgebaut. Im großen Stadtbrand von 1693 wurde die Kirche erneut zerstört.
Die heutige Stadtkirche entstand in den Jahren 1697 bis 1701.
Rathaus
Das Rathaus wurde ab 1720 an der Stelle des beim Stadtbrand von 1693 zerstörten Vorgängerbaus nach den Plänen von Johann Ulrich Heim errichtet. Die Fassadenmalerei stammt aus dem Jahr 1901. Von 1951 bis 1998 wurden die Fenster nach den Entwürfen von Alfred Lämmle mit Bleiverglasungen versehen.
Das Erdgeschoss war früher weitgehend offen. In ihm waren die Verkaufsstände der Metzger und Bäcker und des städtischen Salzhandels sowie die Wache untergebracht. Im ersten Obergeschoss verkauften an Markttagen Tuchmacher und Gerber ihre Waren. Ferner diente der Raum als Tanzboden. Im zweiten Stockwerk waren Bürger- und Gerichtsstube sowie die Wohnung des Stubenknechts untergebracht. Im Dachgeschoss wurden die Fruchtvorräte für Notzeiten aufbewahrt.
Schloss Kaltenstein
Das Schloss liegt auf einem Bergrücken über der Stadt und ist deren Wahrzeichen. Es wird 1096 erstmals urkundlich als Burg Vaihingen erwähnt, wurde im 16. und 18. Jahrhundert umgebaut und dient heute als Jugenddorf.
Haspelturm (Diebsturm)
Der im frühen 15. Jahrhundert erbaute Eckturm der Stadtbefestigung diente als Gefängnis. Noch erhalten ist die Haspel, mit der die Gefangenen in das 8 Meter tiefe Sockelgelass abgeseilt wurden.
Pulverturm
Der mit bis zu 3 m dicken Mauern erbaute Turm war Eckturm der Stadtbefestigung. In ihm wurden die städtischen Vorräte an Schießpulver gelagert. Der Pulverturm wurde auf Kosten der Familien Gremp und Aschmann 1492 erbaut. Von 1819 bis 1844 wurde er als Kriminalgefängnis genutzt.
Ehemaliges Stadtpfarrhaus
Dieses Haus entstand als Neubau nach 1693. In ihm wurde der Dichter Karl Gerok geboren.
In den Ortsteilen
| Aurich - Fachwerk-Rathaus - Johanniskirche Enzweihingen - Das „Große“ oder „Heydt’sche“ Haus - Altes Rathaus Gündelbach - Laurentiuskirche - Fachwerk-Rathaus | Horrheim - Clemenskirche Kleinglattbach - Peterskirche - Christuskirche - Hofgut Kleinglattbach Riet - Pfarrkirche St. Stephan - Schloss des Grafen von Reischach | Roßwag - Martinskirche und Pfarrhaus Ensingen - St. Veitskirche - Eselsburgturm Pulverdingen - Wasserturm Pulverdingen |

### Sport
Der TV Vaihingen/Enz wurde deutscher Faustballmeister der Hallensaisons 2007/2008, 2010/2011, 2011/2012 und der Feldsaison 2008, sowie seit 11. Januar 2009 auch Europapokal-Sieger in der Halle.
Der Flugsportverein Vaihingen an der Enz betreibt aktiven Segelflugsport auf dem Segelfluggelände Vaihingen an der Enz, nahe dem Stromberg Gymnasium, und fördert den Leistungs- und Streckensegelflug in der Saison von Mai bis Oktober.
Der Hobby-Modell-Sport-Verein Vaihingen/Enz e. V. (HMSV) hat seinen Modellflugplatz im Kleinglattbacher Weitfeld östlich des Stromberggymnasiums. Er hat eine Jugendgruppe und veranstaltet auch ein DMFV Jugendfliegen.

### Regelmäßige Veranstaltungen

Vaihinger Maientag

- Vaihinger Maientag (jeweils am Pfingstwochenende)
- Jugendwochenende des JGR (Juni)
- Lindenfest im Stadtteil Roßwag (am ersten Sonntag im Juli)
- Vaihinger Straßenfest (August/September) (seit 1973)
- Vaihinger Weihnachtsmarkt (November/Dezember) (seit 1974)
- Vaihinger Krämermarkt (traditionell fünf Mal im Jahr)
- Horrheimer Pfingstmarkt (traditionell am Pfingstmontag)
- Roßwager Herbstfest (am 2. Septemberwochenende)

## Wirtschaft und Infrastruktur

### Ansässige Unternehmen
Die Bonbonfabrik Jung, die bereits 1828 im Stadtkern gegründet wurde, ist eine der ältesten Bonbonfabriken Deutschlands, hat in den 1980er Jahren den Neubau in Kleinglattbach bezogen, sowie 1999 in der Nähe des alten Bahnhofs Vaihingen/Enz Nord (im Ortsteil Kleinglattbach) in einem weiteren Neubau den Fabrikverkauf und das Bonbon-Museum eingerichtet. Auch die Fakir Hausgeräte und die Stanzerei Dr. Karl Bausch GmbH & Co. produzieren in Vaihingen.
Bis 1973 war Vaihingen Sitz der Kreissparkasse Vaihingen, die im Zusammenhang mit der Kreisreform 1973 mit der Kreissparkasse Ludwigsburg fusioniert wurde. Die Kreissparkasse Ludwigsburg betreibt im Stadtgebiet neun Filialen. 2013 war Vaihingen Sitz einer Regionaldirektion mit 18 Filialen und vier SB-Filialen sowie eines Gewerbekunden-Centers. Nach Umstrukturierungen bestanden 2021 in Vaihingen noch je vier Filialen und SB-Filialen der Kreissparkasse.

### Fair-Trade-Stadt
Im Oktober 2012 wurde Vaihingen mit dem Fair-Trade-Siegel ausgezeichnet (siehe Fair-Trade-Stadt).

### Weinbau
Vaihingen ist ein Weinbauort, dessen Lagen zur Großlage Stromberg im Bereich Württembergisch Unterland des Weinbaugebietes Württemberg gehören.

### Verkehr

#### Fernstraßen
Vaihingen liegt an der Bundesstraße 10 Pforzheim–Stuttgart, über die man Richtung Osten in etwa 20 Minuten die Bundesautobahn 81 Stuttgart-Heilbronn (Anschlussstelle Stuttgart-Zuffenhausen) erreichen kann. Richtung Westen erreicht man über Mühlacker die A 8 (Anschlussstelle Pforzheim-Ost) in ca. 20 Minuten.

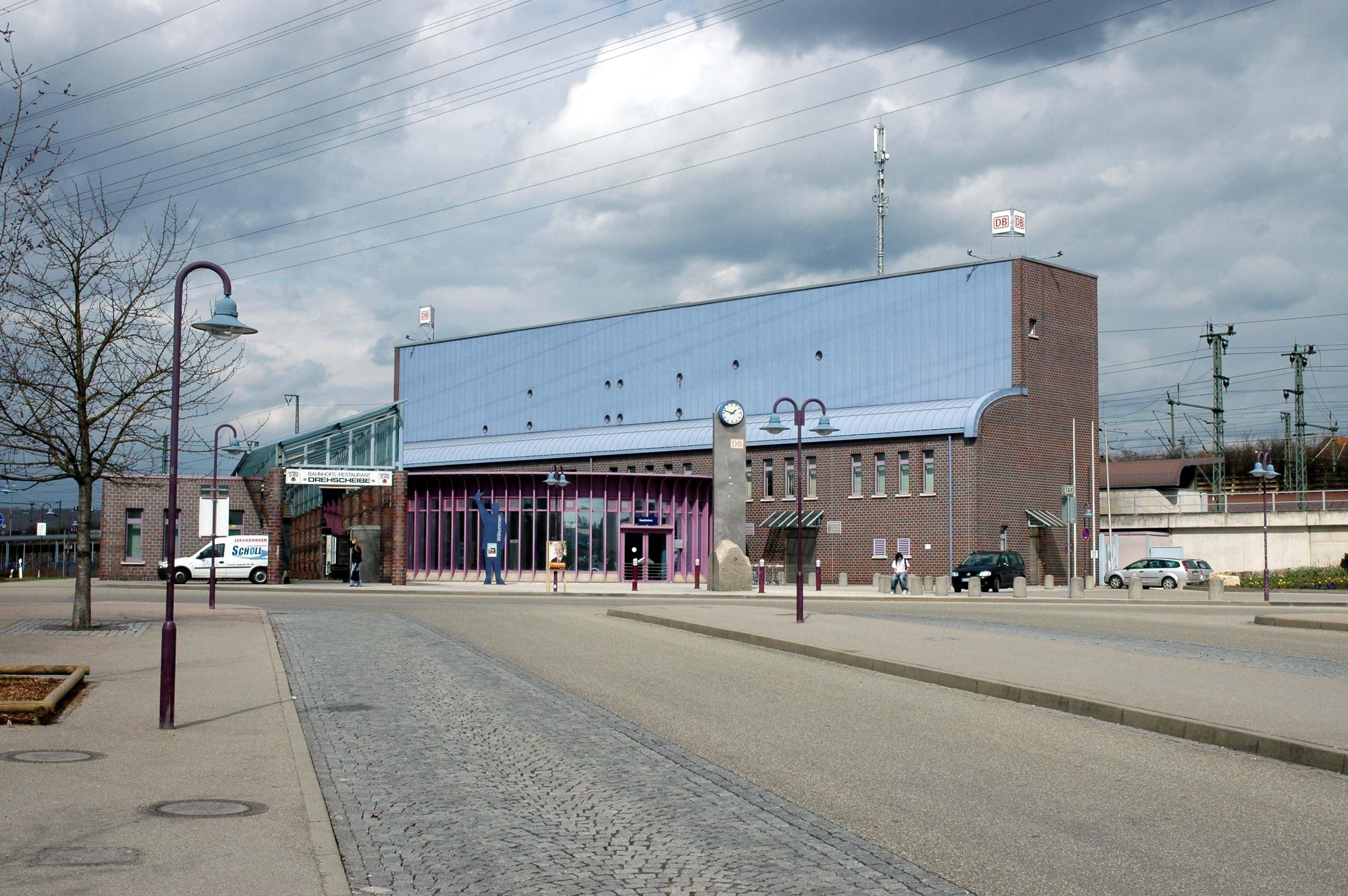
Neues Bahnhofsgebäude von Vaihingen (Enz), 1991 eröffnet

#### Bahn- und Busverkehr
Mit der Eisenbahn kann man Vaihingen über die Schnellfahrstrecke Mannheim–Stuttgart und über die Westbahn Stuttgart–Bietigheim-Bissingen–Vaihingen (Enz)–Mühlacker–Bruchsal erreichen, die sich seit 1991 im neuen Bahnhof Vaihingen (Enz) kreuzen.
Über die Schnellfahrstrecke ist man in 15 bis 17 Minuten in Stuttgart. In Vaihingen hält unter anderem ein zweistündlich verkehrender Intercity-Zug der Linie 61 Karlsruhe–Stuttgart–Nürnberg, der durch eine schnelle IRE-Zugverbindung zwischen Stuttgart und Karlsruhe zum Stundentakt verdichtet fährt.
Die sogenannte Vaihinger Stadtbahn war eine Nebenbahn, die 2002 stillgelegt wurde. Die stillgelegten Gleisanlagen bis Enzweihingen werden der Natur überlassen. Sie verband Vaihingen/Enz mit dem südlich gelegenen Enzweihingen und hatte im Norden vor Verlegung des Vaihinger Bahnhofs Anschluss an die Westbahn. Betrieben wurde sie von der Württembergischen Eisenbahn-Gesellschaft. Der 3,1 km lange Streckenteil, der sich in Vaihingen an der Enz zwischen Kehlstraße und DB Bahnhof Vaihingen/Enz befindet, wurde ab Dezember 2019 rückgebaut und durch einen Radweg ersetzt. Seit Oktober 2020 ist dieser fertiggestellt und kann befahren werden. Die Kosten belaufen sich auf rund 2,7 Millionen Euro. Das Projekt verzögerte sich um fast zwei Jahre, da die Strecke offiziell weder stillgelegt noch freigestellt war. Eine Erweiterung des Radweges auf den verbleibenden Überresten der stillgelegten Bahntrasse bis nach Kleinglattbach und Enzweihingen ist bis 2023 geplant.
Im öffentlichen Personennahverkehr (ÖPNV) ist Vaihingen ostwärts in den Verkehrs- und Tarifverbund Stuttgart (VVS) und westwärts in den Verkehrsverbund Pforzheim-Enzkreis (VPE) eingebunden, dessen Schienenstrecken über eine Kooperation in den Karlsruher Verkehrsverbund (KVV) eingebunden sind.
Die Stadt Vaihingen an der Enz hat am 3. Juli 2010 die Patenschaft für einen ICE T, der in Deutschland und in Österreich eingesetzt wird, übernommen.

#### Radverkehr
Durch eine Alltagsroute aus dem Radnetz Baden-Württemberg ist Vaihingen an Sersheim und Sachsenheim vorbei mit Bietigheim-Bissingen und in der anderen Richtung über Illingen mit Mühlacker verbunden. 
Durch Vaihingen führt außerdem der Stromberg-Murrtal-Radweg, der als Landes-Radfernweg von Karlsruhe nach Gaildorf führt und damit den Rheinradweg mit dem Kocher-Jagst-Radweg verbindet. Er verläuft von Maulbronn über Schützingen kommend durch die Stadtteile Gündelbach und Horrheim und an Ensingen und Kleinglattbach vorbei zum Bahnhof von Vaihingen. Weiter verläuft er über den Höhenzug zwischen Enz und Metter nach Bietigheim.
Vaihingen ist Mitglied der AGFK (Arbeitsgemeinschaft Fahrrad- und Fußverkehrsfreundlicher Kommunen) in Baden-Württemberg.

### Medien
In Vaihingen an der Enz erscheint als Tageszeitung die „Vaihinger Kreiszeitung“. Die Zeitung hieß ursprünglich „Grenz-Bote, Amts- und Intelligenzblatt für die Oberämter Vaihingen und Maulbronn“, später „Der Enz-Bote“ und seit 1968 trägt sie ihre heutige Bezeichnung.
Vom technischen Rathaus im Norden der Stadt wird das Radioprogramm SWR 2 auf 98,6 MHz abgestrahlt.

### Öffentliche Einrichtungen
Vaihingen an der Enz ist Sitz des Amtsgerichts Vaihingen an der Enz, das zum Landgerichtsbezirk Heilbronn und zum Oberlandesgerichtsbezirk Stuttgart gehört. Ferner gibt es ein Notariat und eine Außenstelle (u. a. Kfz-Zulassungsstelle) des Landratsamts Ludwigsburg.
Die Stadt ist auch Sitz des Kirchenbezirks Vaihingen der Evangelischen Landeskirche in Württemberg.
Die Freiwillige Feuerwehr Vaihingen/Enz besteht aus neun Abteilungen, so gibt es in jedem Ortsteil von Vaihingen/Enz eine Abteilung der Feuerwehr.

### Bildung
Vaihingen an der Enz hat zwei Gymnasien (Friedrich-Abel-Gymnasium und Stromberg-Gymnasium), zwei Realschulen (Ferdinand-Steinbeis-Realschule und Ottmar-Mergenthaler-Realschule Kleinglattbach), eine Förderschule (Wilhelm-Feil-Schule), drei Grund- und Hauptschulen mit Werkrealschule (Enzweihingen, Kleinglattbach und Vaihingen an der Enz -Kernstadt) sowie je eine selbstständige Grundschule in den Stadtteilen Aurich, Ensingen, Gündelbach, Horrheim, Riet und Roßwag.
Außerdem bestehen die Freie Waldorfschule Vaihingen mit Waldorfkindergarten sowie der private Schulkindergarten für geistig Behinderte des Vereins Lebenshilfe Vaihingen-Mühlacker e. V.

## Persönlichkeiten

### Ehrenbürger
- Ferdinand von Steinbeis (1807–1893), württembergischer Politiker
- Friedrich Rudolf Steiff (1838–1920), Stadtpfleger von Vaihingen
- Karl Heinrich Franck (1849–1926), Fabrikant und Wohltäter der Stadt
- Oskar Linckh (1867–1934), Präsident und stellvertretender württembergischer Bevollmächtigter zum Reichsrat
- Wilhelm Murr (1888–1945), Gauleiter der NSDAP und Reichsstatthalter in Württemberg, Aberkennung des Ehrenbürgerrechts 1946
- Wilhelm Feil (1862–1943), Rektor und Verfasser einer Stadtgeschichte
- Friedrich Kraut (1881–1951), Stadtpfleger
- Hans Krieg (1888–1970), Biologe und Zoologe, Naturforscher, Professor in München
- Heinz Kälberer (* 1942), früherer Oberbürgermeister von Vaihingen

### Söhne und Töchter der Stadt
- Johannes Hemminger (* um 1473–1549), Jurist, Hochschullehrer und Diplomat
- Ludwig III. von Löwenstein (1530–1611), Präsident des Reichshofrates
- Jakob Magirus (1564–1624), Kirchenlieddichter, Abt in Lorch
- Johann Adam Osiander (1622–1697), lutherischer Theologe
- Johann Jacob Zimmermann (1644–1693), Astronom
- Jacob Essich (1657–1705), Universitätssekretär und Universitätsnotar der Universität Tübingen
- Johann Georg Schott (1690–1753), Großfürstlich Holsteinischer Baumeister in Heide (Dithmarschen)
- Wilhelm Gottlieb Tafinger (1691–1757), Geistlicher, Theologe, Generalsuperintendent und Abt von Adelberg
- Jeremias Friedrich Reuß (1700–1777), Theologe
- Tobias Gottfried Hegelmaier (1730–1786), Professor und Prorektor an der Universität Tübingen
- Jakob Friedrich von Abel (1751–1829), Professor für Philosophie
- Gottlob David Hartmann (1752–1775), geboren in Roßwag, Schriftsteller
- Ludwig Heinrich Abel (1754–1818), württembergischer Oberamtmann
- Karl Eberhard von Wächter (1758–1829), Jurist, Innenminister im Dienste des Königs von Württemberg
- Karl Friedrich Hensler (1759–1825), Theaterdirektor und Theater-Schriftsteller
- Karl von Reischach (1763–1834), geboren in Riet, Jurist, Staatsminister im Königreich Württemberg
- Johann Friedrich Werner (1776–1827), württembergischer Beamter
- Friedrich von Roth (1780–1852), Jurist und königlich bayerischer Staatsrat und Oberkonsistorialpräsident
- Karl von Roser (1787–1861), Staatsrat, Außenminister im Königreich Württemberg
- Carl Christian Knaus (1801–1844), Kameralist und Agrarwissenschaftler
- Christopher Gustavus Memminger (1803–1888), erster Finanzminister der Konföderierten Staaten von Amerika
- Jakob Friedrich Reiff (1810–1879), Philosoph
- Ludwig Schmid (1811–1898), Historiker
- Karl von Gerok (1815–1890), Prälat und württembergischer Oberhofprediger
- Julius Pommer (1853–1928), geboren in Riet, württembergischer Oberamtmann
- Albert Friedrich Reichert (1860–1910), württembergischer Oberamtmann
- Adolf Rentschler (1870–1950), Pfarrer und Genealoge
- Gotthold Stettner (1871–1946), Oberlehrer und Geologe
- Konstantin Freiherr von Neurath (1873–1956), deutscher Außenminister und NS-Politiker
- Wilhelm Kraut (1875–1957), Unternehmer, Inhaber der Waagenfabrik Bizerba
- Friedrich Kellner (1885–1970), Justizoberinspektor und Autor dokumentarischer Aufzeichnungen in der Zeit des Naziregimes in Deutschland
- Eduard Zimmer (1888–1972), württembergischer Landrat
- Immanuel Knayer (1896–1962), Kunstmaler, Heraldiker, Radierer und Holzschneider, Angehöriger der verschollenen Generation
- Karl Blessing (1900–1971), Präsident der Deutschen Bundesbank (1958–1969)
- Ilse Schüle, geborene Bentel (1903–1997), Schriftschneiderin und Typografin
- Heinz Fuchs (1917–2001), Kunsthistoriker, Museumsdirektor
- Rose Schwarz (1935–2017), Missionarin, Kranken- und OP-Schwester, Trägerin des Bundesverdienstkreuzes am Bande
- Hartwig Gauder (1954–2020), Leichtathlet, Olympiasieger und Weltmeister im 50-Kilometer-Gehen
- Harald Hudak (1957–2024), Mittelstreckenläufer
- Günther Schäfer (* 1957), Politiker (Bündnis 90/Die Grünen), Landtagsabgeordneter
- Heike Kati Barath (* 1966), Malerin
- Rea Revekka Poulharidou (griechisch Ρέα Ρεβέκκα Πουλχαρίδου) (* 1967), Schriftstellerin
- Ulrich Weiß (* 1968), Ingenieur und Manager
- Jochen Weeber (* 1971), Schriftsteller
- Johannes Lohrer (* 1983), Leichtathlet, deutscher Juniorenmeister 2004
- Carolin Klöckner (* 1995), deutsche Weinkönigin 2018/2019

### Persönlichkeiten, die im Ort gewirkt haben
- Johann Valentin Andreae (1586–1654), 1614 bis 1620 Diakon in Vaihingen
- Conrad Rotenburger (1579–1633), Kunstmaler[29]
- Georg Erasmus von Tschernembl (1567–1626), Calvinist und Wortführer der Stände von Österreich ob der Enns, verbrachte Anfang der 1620er Jahre dort einen Teil seines Exils[30]
- Christian Friedrich Rösler (1736–1821), Historiker, Geistlicher und Hochschullehrer, war von 1766 bis 1777 Diakon in Vaihingen
- Hans Gradmann (1892–1983), Botaniker
- Vinzenz Erath (1906–1976), Erzähler
- Gerhard Haider (1935–2005), Hydrobiologe und Hochschullehrer in Stuttgart, lebte in Vaihingen
- Friedrich Wahl (1943–2017), Agraringenieur und 40 Jahre Stadtrat[31]
- Albrecht Fischer (* 1950), Politiker
- Markus Matthias Rapp (* 1955), Bildhauer, wohnhaft in Vaihingen